# Dauberville
Dauberville es un lugar designado por el censo ubicado en el condado de Berks en el estado estadounidense de Pensilvania. En el año 2010 tenía una población de 848 habitantes y una densidad poblacional de 157 personas por km².

## Geografía
Dauberville se encuentra ubicado en las coordenadas 40°27′42″N 75°59′49″O / 40.46167, -75.99694. Según la Oficina del Censo de los Estados Unidos, Dauberville tiene una superficie total de 2,09 mi² (5,4 km²), de la cual 2,09 mi² (5,4 km²) corresponden a tierra firme y 0 mi² (0 km²) es agua.